# Więzy krwi (seria fotogramów)
Więzy krwi – seria czterech kolorowych, wielkoformatowych fotogramów autorstwa polskiej artystki współczesnej Katarzyny Kozyry, powstałych w 1995 roku. Praca należy do nurtu sztuki krytycznej. Fotografie przedstawiają dwie nagie kobiety leżące na tle dwóch czerwonych znaków: krzyża i półksiężyca. Zdjęcia zostały rozmieszczone w taki sposób, aby razem tworzyły kwadrat o boku 4 m.
Pracę po raz pierwszy zaprezentowano w 1995 roku w warszawskim Centrum Sztuki Współczesnej Zamek Ujazdowski jako część wystawy Antyciała. W 1999 roku Galeria Zewnętrzna AMS zaplanowała ekspozycję dwóch z czterech zdjęć pod postacią wielkoformatowych plakatów rozmieszczanych na billboardach, jednak po protestach polityków i przedstawicieli Kościoła katolickiego Galeria wycofała się z tych planów.
Tematem poruszanym przez Więzy krwi są kobiety – ofiary wojen toczonych na tle religijnym (krzyż i półksiężyc mają symbolizować chrześcijaństwo i islam, ale też pomoc humanitarną). Praca powstała pod wpływem trwającej w 1995 roku wojny w byłej Jugosławii.

## Opis dzieła
| A | B |
| C | D |

Cztery fotogramy, każdy o wymiarach 2x2 m, zostały rozmieszczone w taki sposób, aby tworzyły kwadrat o boku 4 m, co ilustruje diagram po prawej stronie.
Poszczególne zdjęcia przedstawiają:
- A – siostra Kozyry leżąca na czerwonym półksiężycu. Tło fotografii jest białe. Modelka jest naga i ma amputowaną jedną nogę poniżej kolana[5].
- B – pozująca do zdjęcia Kozyra, która leży w prawej górnej części dużego czerwonego krzyża równoramiennego. Artystka jest na tym zdjęciu chuda i wycieńczona, z widocznymi oznakami choroby[5].
- C – siostra Kozyry, która leży w środku czerwonego równoramiennego krzyża, przy czym w odróżnieniu od fotografii A tło nie jest białe, lecz wypełnione kapustą.
- D – Kozyra, która leży w dolnej części czerwonego półksiężyca, przy czym prawa strona fotografii jest wypełniona kalafiorami.

## Znaczenie
Tematem pracy są kobiety jako ofiary wojen. Katarzyna Kozyra przyznała, że koncepcja fotografii pojawiła się pod wpływem trwającej w tamtym czasie wojny na Bałkanach. Znaki krzyża i półksiężyca symbolizują dwie wielkie religie – chrześcijaństwo i islam, a także pomoc humanitarną (Międzynarodowy Ruch Czerwonego Krzyża i Czerwonego Półksiężyca). Symbole te w Więzach krwi oznaczają bratobójczą wojnę na tle religijnym. Kapusta i kalafior nawiązują z jednej strony do natury i płodności, z drugiej do pól rolnych, zamienionych na masowe groby ofiar zbrodni wojennych. Kozyra zwraca uwagę na kwestię kobiet-ofiar wojny w byłej Jugosławii, których cierpienie jest nie tylko jednostkowe, ale i takie samo po obu stronach konfliktu.
Historyk sztuki Małgorzata Lisiewicz przekonuje, iż praca opiera się na przeciwstawianiu sobie nieosłoniętego, nagiego i bezbronnego ciała sióstr dominującym na fotografii (ze względu na rozmiar i kolor) symbolom religijnym. Pokrewieństwo między kobietami ma być protestem przeciwko władzy mężczyzn traktujących religię jako nowe pole dominacji; więzy krwi między siostrami są przeciwwagą dla "braterskiej" rywalizacji.

## Wystawy

### W Polsce
Fotografie zostały zaprezentowane po raz pierwszy w Centrum Sztuki Współczesnej Zamek Ujazdowski podczas wystawy Antyciała trwającej od 7 lipca do 13 sierpnia 1995 roku. Kuratorem był Robert Rumas, współpracowała Ewa Gorządek i Fundacja Wyspa Progress z Gdańska. Przed wejściem pojawił się napis: "Wystawa ta przedstawia sprawy ciała ludzkiego również w sposób, który może budzić sprzeciw. Zwiedzających, szczególnie rodziców, którym towarzyszą dzieci, prosimy o wzięcie tego pod uwagę".
Rok później Więzy krwi zaprezentowano w prywatnej galerii "a.r.t." w Płocku, a także w Bielsku-Białej podczas wystawy zbiorowej Kobieta o kobiecie w Galerii Bielskiej BWA (od 20 września do 20 października). Praca była dwukrotnie obecna w gdańskim Centrum Sztuki Współczesnej "Łaźnia".
Seria zdjęć była częścią monograficznej wystawy poświęconej twórczości Kozyry w Muzeum Narodowym w Krakowie, czynnej od 15 listopada 2011 do 15 stycznia 2012 roku. Kuratorkami wystawy były Hanna Wróblewska i Anna Budzałek. Plakaty reklamujące wystawę przedstawiały m.in. Więzy krwi.

### Za granicą
Fotogramy Kozyry pojawiły się także na kilku wystawach zbiorowych poza granicami Polski. W dniach od 3 do 19 września 1995 roku praca była częścią wystawy "Kiev Art Meeting. New Art from Poland, Ukraine, Russia" w Alipiy Gallery w Kijowie na Ukrainie. Jej kuratorem był Valeriy Sakharuk. Więzy krwi pojawiły się także na wystawie zbiorowej "Polish! Contemporary art from Poland", trwającej od 21 października do 13 listopada 2011 roku w berlińskim Künstlerhaus Bethanien. Z kolei od 4 czerwca do 26 listopada tego samego roku odbywała się wystawa "PARTICOLARE. percorsi di democrazia" w weneckim Palazzo Donà, której częścią była również praca Kozyry. Wcześniej, bo od 13 października 2010 do 15 stycznia 2011 Więzy krwi wystawione zostały w Dreźnie na wystawie zbiorowej "Von Fahnen, Farbbeuteln und Fixierungen. Zur Natur der Farbe im politischen Raum." zorganizowanej przez stowarzyszenie Riesa-efau.

## Ekspozycja na billboardach
W 1999 roku seria fotografii została zgłoszona do Galerii Zewnętrznej AMS, pomysłodawcą eksponowania pracy Kozyry na 400 billboardach polskich miast był Marek Krajewski, kurator i założyciel Galerii. Zdecydowano się na dwie fotografie (C i D w diagramie). Plakaty miały być eksponowane w ramach V edycji Galerii od 15 maja 1999 roku. Koszt druku i rozwieszenia plakatów miał wynieść 90 tys. zł. Poza billboardami Galeria planowała także bezpłatną dystrybucję 10 tys. kartek pocztowych z fotogramami Kozyry.
Pojawienie się tej pracy miało nawiązywać do trwającej wówczas wojny domowej w Kosowie, miało także towarzyszyć odbywającym się na przełomie maja i czerwca w Warszawie i Krakowie obradom Międzynarodowego Stowarzyszenia Krytyków Sztuki.

### Reakcje i protesty
Jeszcze przed rozwieszeniem plakatów ukazał się w Gazecie Wyborczej artykuł Skandalistka Kozyra dla Kosowa, który ogłaszał plany Galerii Zewnętrznej w atmosferze sensacji; pojawiła się tam informacja o zakazie ekspozycji wydanym przez prezydenta Gdańska, chociaż faktycznego zakazu jeszcze wówczas nie było. Publikacja ta wywołała falę protestów. Przeciwko rozwieszaniu plakatów wystąpiła część polityków, a także hierarchów Kościoła katolickiego oraz Polski Czerwony Krzyż. Poseł Antoni Szymański (AWS) argumentował, że użyte na plakatach znaki przynależą do organizacji charytatywnej, a ich tego rodzaju przetwarzanie może przyczynić się do spowszechnienia symboliki czerwonego krzyża i półksiężyca. Posłanka Joanna Fabisiak (AWS) organizowała społeczne komitety, które miały zamalowywać plakaty. W Trójmieście plakaty nie pojawiły się, m.in. za sprawą posła AWS Czesława Nowaka, który w Więzach krwi dopatrzył się symboliki satanistycznej (ze względu na to, że na jednym ze zdjęć kobieta wisi głową w dół). Swój sceptycyzm co do wartości fotografii wyraził także prezydent Gdańska Paweł Adamowicz twierdząc, że tego rodzaju twórczość nie nadaje się do publicznej prezentacji. Jeden z polityków próbował uzyskać wsparcie ambasad krajów islamskich, jednak otrzymał odpowiedź, że zdjęcia Kozyry nawet podobają się dyplomatom.
Gazeta "Życie" informowała, że wojewoda łódzki Michał Kasiński zgłosił prokuraturze wniosek, aby podjęto działania mające zapobiec znieważeniu symboli religijnych, bowiem według niego publikacja plakatu może stanowić znieważenie przedmiotu czci religijnej, jakim jest krzyż dla chrześcijan oraz półksiężyc dla wyznawców islamu. Na łamach pisma "Życie" pojawił się także m.in. artykuł Pawła Paliwody, w którym autor napisał: Nowy «artystyczny» manifest pani Kozyry jest mieszaniną zupełnej ignorancji w sprawach Kosowa (...), czułostkowa paplanina o pokoju jest wytrąceniem oręża z rąk obrońców praw człowieka i zawsze służy przestępcom.
Rzecznik Konferencji Episkopatu Adam Schulz stwierdził, że plakat nadużywa symboli dwóch wielkich religii a zamierzenia autorki nie są czytelne i zrozumiałe. Pracę skrytykował również biskup Tadeusz Pieronek argumentując, że symbole krzyża i półksiężyca nie nadają się do prowokacji. Dodatkowe kontrowersje wzbudziło to, że Więzy krwi miały pojawić się na ulicach polskich miast w czasie planowanej wizyty Jana Pawła II (5-17 czerwca 1999 roku).

### Następstwa protestów
W następstwie fali protestów Galeria Zewnętrzna AMS, w porozumieniu z autorką, zdecydowała o zaklejeniu postaci kobiecych na już rozwieszonych billboardach (rozwieszono je tylko w Warszawie i Poznaniu). Uznano, że fotografie mogą być odebrane jako bluźnierstwo wobec chrześcijaństwa i islamu. Plakaty zaklejano w nocy z 17 na 18 maja – po trzech dniach od ich rozwieszenia. W udzielonym w 2007 roku wywiadzie autorka ujawniła, że postawiono ją w sytuacji bez wyboru: To znaczy, jakbym powiedziała, że nie mogą to oni by to całe zakleili, a tak to tylko tą białą część. Nie miałam w sumie nic do gadania. Firma AMS wydała w tej sprawie oświadczenie do mediów, w którym napisała m.in.:

Zaklejając plakat chcieliśmy przede wszystkim uniknąć dyskusji nad przesłaniem tej pracy w atmosferze skandalu. Jej temat jest zbyt poważny, aby mówić o Więzach krwi w ten sposób.

Decyzję galerii skrytykowali zwolennicy twórczości Kozyry, w tym część środowiska artystycznego. Według Piotra Piotrowskiego Galeria dokonała autocenzury ulegając władzy politycznej. Indeks 73 odnotował wydarzenie w Kronice Wypadków Cenzorskich w polskiej sztuce po 1989 r.
W 2000 roku organizatorzy II Biennale Fotografii w Poznaniu zamierzali zaprezentować fotogramy Kozyry na Starym Rynku, jednak nie zgodziły się na to władze miejskie argumentując, że praca ta ma charakter skandalizujący.